# Gbroidea dingaalana
Gbroidea dingaalana is een vlokreeftensoort uit de familie van de Cyproideidae. De wetenschappelijke naam van de soort is voor het eerst geldig gepubliceerd in 2008 door Lowry & Azman.